# Stewart McDonald (chính khách)
Stewart Malcolm McDonald (sinh ngày 24 tháng 8 năm 1986) là một chính khách Đảng Quốc gia Scotland (SNP). Ông là Nghị sĩ Quốc hội (MP) cho khu vực bầu cử ở Glasgow South kể từ tháng 5 năm 2015 và là thành viên Ủy ban Lựa chọn Đối ngoại của Hạ viện. Ông hiện là Phát ngôn viên Quốc phòng của SNP.

## Tuổi thơ và giáo dục
Sinh ra ở Castlemilk, Glasgow, gia đình ông chuyển đến Govan khi anh 5 tuổi, vì cha ông là một người chăm sóc tại một trường tiểu học địa phương.  Ông rời Trường Trung học Govan ở tuổi mười tám, và làm nhiều công việc khác nhau, bao gồm làm quản lý bán lẻ và đại diện kỳ nghỉ tại Tenerife trước khi trở thành nhân viên quốc hội cho MSP Anne McLaughlin. Sau bầu cử Quốc hội Scotland 2011, ông trở thành nhân viên phụ trách cho MSP James Dornan.

## Đời tư
McDonald là người đồng tính công khai và vào ngày 19 tháng 5 năm 2015, đã tập hợp với các nghị sĩ SNP LGBT khác, bao gồm cả tên thân cận Stuart McDonald, để vận động cho một cuộc bỏ phiếu "Có" trong cuộc trưng cầu dân ý về hôn nhân đồng giới, được tổ chức ba ngày sau đó. Ông cũng là một cộng tác viên danh dự của Hiệp hội thế tục quốc gia.